# Дарт Мол: Темний месник
Дарт Мол: Темний месник (англ. Darth Maul: Shadow Hunter) — фантастичний роман Майкла Рівза, який є приквелом до Епізоду I саги «Зоряних війн».

## Сюжет
Темний владика ситхів Дарт Сідіус вступає в змову з керівництвом Торгової Федерації. Незадоволена підвищенням податків на торгівлю на Зовнішніх Територіях, Торгова Федерація разом з Сідіусом розробили таємний план економічної блокади планети Набу. Коли план мав ось-ось бути втілено в життя, один з керівників Торгової Федерації, неймодіанець Хас Мончар, вкрав секретні плани і пропав. Аби не пояснюватися з цього приводу з темним владикою, віцекороль Нут Ганрей і його помічник Руне Хаака вирішують відправити на пошуки втікача «мисливця за головами» Махві Ліхн.
Але Дарт Сідіус за допомогою Великої Сили відчув, що Мончар втік з наміром продати секретну інформацію. Ситх посилає за ним свого учня Дарта Мола. Він вирушає до столиці Галактичної Республіки і швидко знаходить Мончара і того, кому зрадник мав намір продати голокрон з даними про блокаду — інформаційний брокер Лорн Паван. Мол Мончара вбиває, але Павану вдається втекти разом з голокроном.
Доля зводить Лорна з  джедаем Даршею Ассант. Дарша, Лорн і його протокольний дроїд І5 рятуються від ситха в підземних тунелях міста-планети Корусант. Після кількох невдалих спроб наздогнати втікачів Дарт Мол вирішує, що варто було б змінити тактику. Він влаштовує засідку в протилежному кінці тунелю, по якому переслідував своїх жертв. Джедай вирішує пожертвувати собою заради порятунку Лорна та І5. У сутичці з ситхом вона пробиває своїм світловим мечем кілька балонів з газом, і відбувається вибух. Паван і його дроїд сховалися від вибуху в установці для заморожування карбоніту. Однак, ситх теж не постраждав.
Впевнений в загибелі всіх своїх жертв Мол вирушає на орбітальну станцію, де збирався вручити Дарту Сідіусу кристал голокрона. Але Лорн Паван вирішив піти за кривдником, маючи намір помститися за смерть Дарші. Паван дістався до орбітальної станції, вистежив ситха і вистрілив йому в спину. Скориставшись моментом, поки ситх був без свідомості, Лорн вихопив у нього кристал голокрона і помчав геть. Прийшовши до тями, ошелешений ситх кинувся в погоню, але наздогнати людини так і не вдалося. Паван зустрів на борту знайомого йому сенатора від планети Набу і передав йому голокрон. Здавалося, небезпека минула і ситх був спійманий правоохоронцями. Лорну надали невеликий номер на станції, де він міг відпочити. Але як тільки Паван зважився вийти і прогулятися по коридору, в дверному отворі з'явився Дарт Мол.
Його місія закінчена. Як виявилося, вона була набагато складніша, ніж ситх припускав.